# Very large scale integration
Very large scale integration (in acronimo VLSI) è una denominazione generica che indica una elevata integrazione di transistor all'interno di un singolo chip. Questa denominazione venne utilizzata fin dagli anni ottanta per indicare quei dispositivi che allora sfruttavano le più avanzate tecnologie disponibili per la realizzazione di circuiti integrati.

## Descrizione
Inizialmente ogni chip conteneva un solo transistor, in seguito con lo sviluppo tecnologico in un chip furono integrati sempre più transistor aumentando la cosiddetta scala di integrazione. Con i miglioramenti tecnologici il numero aumentò vertiginosamente. Tutti i microprocessori sono VLSI.
La prima generazione di computer utilizzava valvole termoioniche. In seguito si iniziarono ad utilizzare i primi transistor e in seguito i chip con più transistor. La prima generazione era la generazione Small-Scale Integration (SSI) che integrava un ridotto numero di componenti come diodi, resistenze, capacità e ovviamente transistor in un singolo chip. Questa tecnologia consentiva di realizzare porte logiche. In seguito la tecnologia Large-Scale Integration (LSI) permise la realizzazione di molte porte logiche in un singolo chip. La tecnologia VLSI permetteva un'integrazione almeno dieci volte maggiore della LSI. L'attuale tecnologia consente l'integrazione di decine di milioni di porte logiche in un singolo chip.
Con la continua evoluzione dei procedimenti produttivi si sono cercate di imporre altre denominazioni tecnologiche successive alla VLSI come la Ultra-large scale integration (ULSI) ma queste denominazioni non hanno avuto successo. Allo stato attuale tutti i chip ad alta tecnologia sono costruiti in tecnologia VLSI o migliore; non si sono diffuse denominazioni successive anche perché ormai si tende a specificare direttamente la dimensione minima dei transistor per indicare la tecnologia costruttiva del chip.

## Conferenza VLSI
- DAC – Design Automation Conference
- DATE – Design and Test in Europe
- ICCD – International Conference on Computer Design
- CAS – IEEE Circuits and Systems Conferences
- ICSVLSI – IEEE Computer Society Annual Symposium on VLSI
- EDS – IEEE EDS Meetings Calendar
- EDS – IEEE EDS Sponsored, Cosponsored & Topical Conferences
- IEDM – IEEE International Electron Devices Meeting

## Riviste VLSI
- ED – IEEE Transactions on Electron Devices
- EDL – IEEE Electron Device Letters
- CAD – IEEE Transactions on Computer-Aided Design of Integrated Circuits and Systems
- JSSC – IEEE Journal of Solid-State Circuits
- VLSI – IEEE Transactions on Very Large Scale Integration (VLSI) Systems
- CAS II – IEEE Transactions on Circuits and Systems II: Analogy and Digital Signal Processing
- SM – IEEE Transactions on Semiconductor Manufacturing
- SSE – Solid-State Electronics
- SST – Solid-State Technology
- TCAD – Journal of Technology Computer-Aided Design